# نبيذ فلسطيني

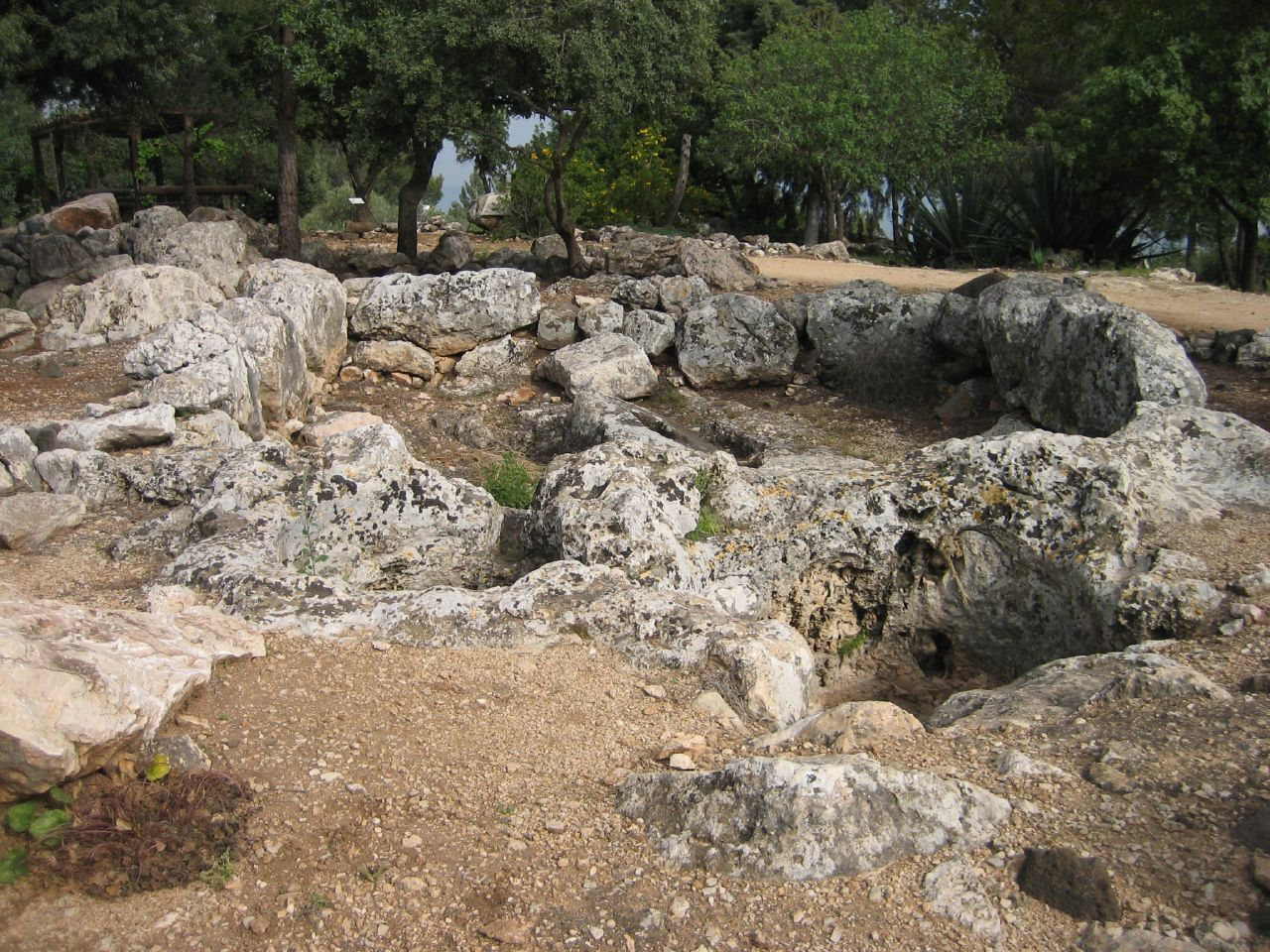
أطلال معصرة النبيذ القديمة التي يرجع تاريخها إلى فترة التلمود (100 - 400 ح.ع.)، فيريد هغليل، إسرائيل

استخدام النبيذ الفلسطيني في العصور القديمة كان عاملاً هاماً في الطقوس الدينية، بل وأيضًا ضرورة للتفاعل الاجتماعي والاستهلاك الغذائي العام والأغراض الطبية. في الفترة البيزنطية، أدى الإنتاج الواسع النطاق للتجارة الدولية في السلع الأساسية، وتم تصدير النبيذ الفلسطيني حول منطقة البحر الأبيض المتوسط. تضائل إنتاج النبيذ من قبل المسيحيين مع الفتح الإسلامي في القرن السابع وأعيد أحياءه مؤقتاً مع استيطان المسيحيين الفرنجة أثناء الحملات الصليبية في القرن الثاني عشر. واصل اليهود زراعة الكروم في أواخر القرن الخامس عشر حتى الفترة العثمانية. وأنشئت أول مصانع حديثة للنبيذ من قبل المستوطنين الألمان في سارونا (أحد أحياء تل أبيب في إسرائيل) في 1874/5 وبواسطة اليهود في ريشون لتسيون (أيضًا في إسرائيل) عام 1882.

## الفترة العثمانية والبريطانية

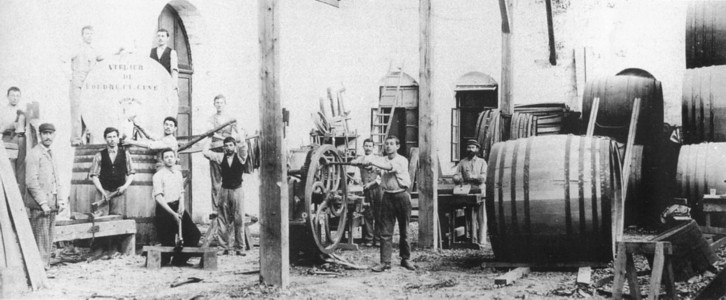
صناعة النبيذ في زخرون يعكوف، تسعينيات القرن التاسع عشر

في القرن السادس عشر، على الرغم من أن السلطات العثمانية حظرت استهلاك النبيذ من قبل المسلمين، إلا أنها تسامحت مع بيعه لغير المسلمين. وفي وقت لاحق، في عام 1754، حظر قانون عثماني يهدف إلى منع السكر والبذاءة اليهود من بيع النبيذ للمسلمين أو المسيحيين.
شهد منتصف القرن التاسع عشر نمواً سريعاً في زراعة العنب، وزرع أغلبه من قبل يهود. أسس الحاخام إسحاق شور أول مصنع نبيذ فلسطيني حديث في القدس في عام 1848. في نفس العام، جلب مبعوث فلسطيني كان في مهمة إغاثية لجامايكا معه 32 برميل نبيذ فلسطيني للمساعدة في جمع الأموال. في عام 1870، أسس الحاخام أبراهام تيبربرغ مصنع إفرات للنبيذ في البلدة القديمة بالقدس وبدأت المدرسة اليهودية الزراعية في ميكفه إسرائيل بزيادة أول الكروم ذات النوعية الأوروبية.

## الصناعة الحديثة
نديم خوري، هو فلسطيني معروف لإنشاءه مصنع الطيبة للجعة، افتتح أيضًا مصنع نبيذ في قرية الطيبة ذات الأغلبية المسيحية بالضفة الغربية. باستخدام 21 صنف أصلي من العنب، نالت الخمور المنتجة سريعاً مديح الزوار. اعترف خوري بأن القيود الإسرائيلية صعبت القيام بأعمال تجارية، وشحناته على سبيل المثال، بما في ذلك معداته لصنع النبيذ، يمكن أن تتأخر بسبب حواجز التفتيش الإسرائيلية. من المشاكل الأخرى التي يواجهها أصحاب الأعمال، هي صعوبة الشحن إلى الولايات المتحدة ويرجع ذلك إلى حقيقة أنه لا يوجد اتفاق تجارة حرة بين البلدين. يقام الآن مهرجان نبيذ سنوياً في البلدة.

## العصور القديمة

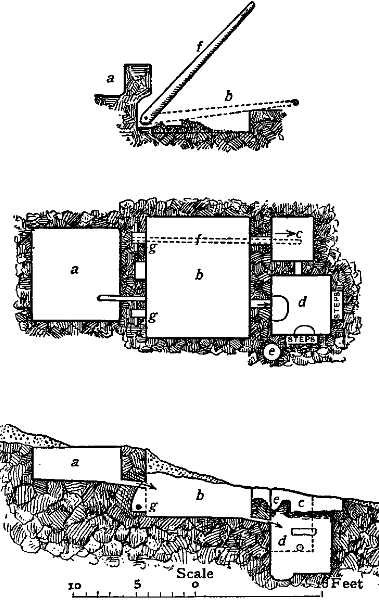
مخطط ومقاطع لمعصرة نبيذ كنعانيّة قديمة

زودت مصر القديمة بنبيذ كنعان منذ العصر البرونزي المبكر والمتأخر. اكتشف العديد من أباريق النبيذ الكنعانية في أبيدوس مصر داخل مقابر أم القعاب الملكية في العصر الأسري المبكر في مصر ( ق. 3100 بي سي إيه ) مما يشير إلى أن النبيذ من كنعان كان جزءًا أساسيًا من الولائم النخبوية. كانت عروض النبيذ سمة مشتركة للعبادة القديمة في الشرق الأدنى. وصف المصريون من القرن الخامس عشر قبل الميلاد نبيذ كنعان بأنه "أكثر وفرة من الماء". وكان من المقرر أيضًا استخدام النبيذ لاحقًا في طقوس التضحية اليهودية لتكملة القرابين الأخرى.

### العصر الروماني والبيزنطي

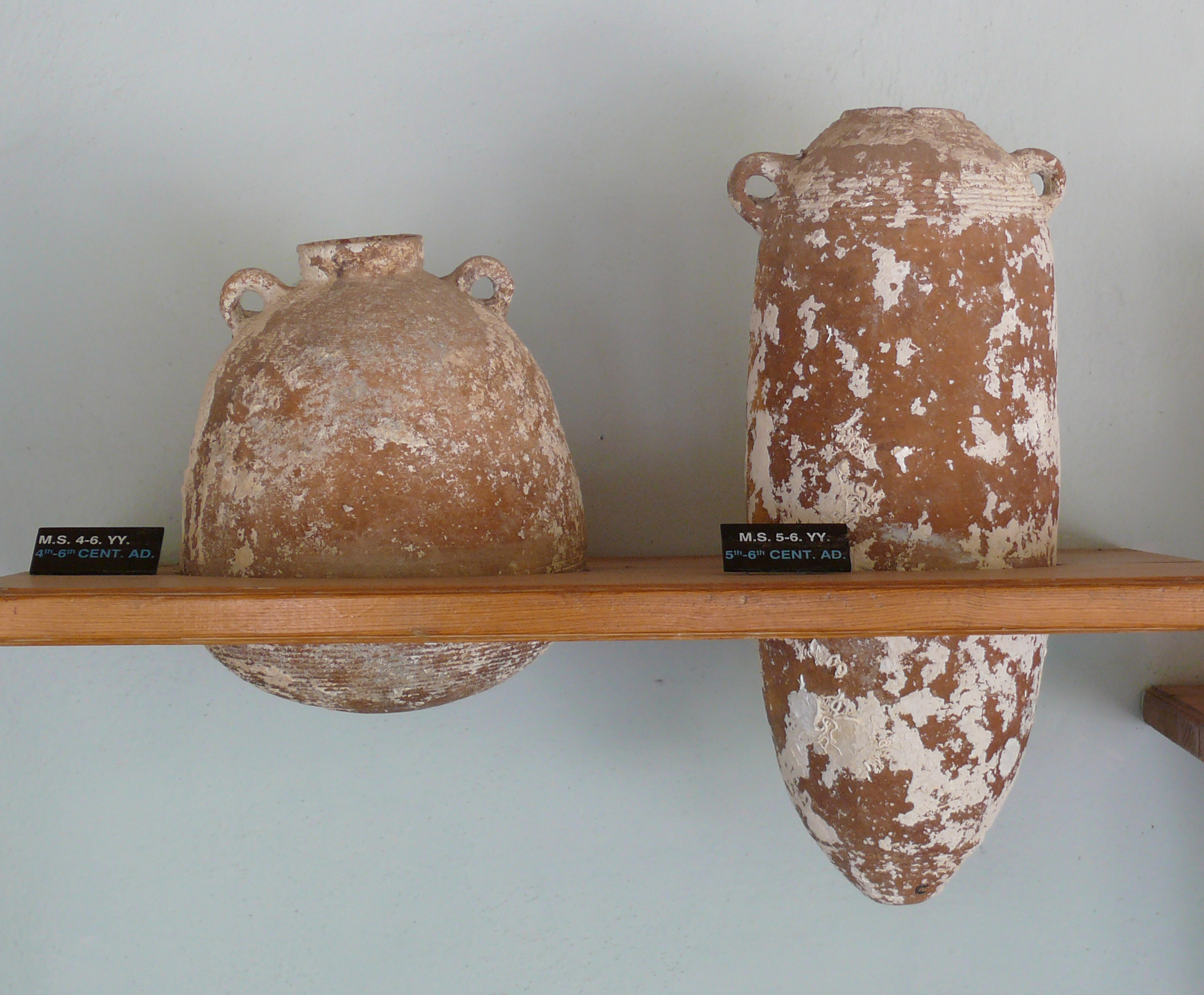
أمفورات فلسطينية من العصر الروماني قلعة بودروم تركيا

كانت الكروم من بين المحاصيل الرئيسية الثلاثة المزروعة في فلسطين الرومانية والبيزنطية وهناك العديد من بقايا منشآت مصانع النبيذ القديمة. قاموا بإنتاج النبيذ في كافة أنحاء المنطقة من السهول الخصبة في الشمال إلى المناطق القاحلة في النقب. وفي أخزيف قاموا بتأريخ معصرة ضخمة بسعة 59000 لتر إلى القرن الرابع.  تشير الآثار إلى أنه كان هناك زيادة كبيرة في الإنتاج في العصر البيزنطي المبكر ومعظم المكابس واسعة النطاق يعود تاريخها إلى هذا العصر. أولى حاخامات العصر التلمودي اهتمامًا كبيرًا لإنتاج النبيذ والتجارة فيه وأسسوا العديد من القوانين الدينية المتعلقة به. مع أن التلمود ينص على أن "نبيذ صور كان أرخص من النبيذ الفلسطيني" إلا أنه لا يذكر في أي مكان أن النبيذ صدر إلى الخارج على الإطلاق. وتشير مصادر أخرى مختلفة من العصر البيزنطي إلى أن هذا حدث بالفعل. حوالي منتصف القرن الرابع ذكر الكاتب المجهول في كتاب شرح العالم بأسره والشعوب ما يلي : "تُصدّر عسقلان وغزة أجود أنواع النبيذ إلى جميع أنحاء سوريا ومصر". وقد عُثر على جرار النقل أو الأمفورات بكميات كبيرة في مواقع مختلفة على البحر الأبيض المتوسط وفي الموانئ وكأجزاء من حمولات السفن الغارقة قبالة سواحل قبرص واليونان وآسيا الصغرى. بدأت التجارة الدولية الهامة في النبيذ الفلسطيني في أوائل القرن الخامس واستمرت لمدة 250 عامًا أخرى. وتعتبر رواسب الجرار الفلسطينية في المناطق الأجنبية كبيرة. وتُظهِر هذه الوثائق أن النبيذ الفلسطيني كان يُصدَّر إلى أماكن بعيدة مثل إسبانيا وبلاد الغال والجزر البريطانية. في هذه الفترة شكلوا 45% من الجرار التي وجدت في قرطاج و20% في أرجوس ومرسيليا في القرن السادس و16% في نابولي في القرن السابع. من المفترض أن جرة الكيس الفلسطينية وهي واحدة من أكثر أشكال الفخار شيوعًا والتي يمكن العثور عليها في جنوب بلاد الشام كانت تحمل النبيذ الفلسطيني الأبيض عند تصديره. يقال إن يوحنا المتصدق (القرن السابع) كان معجبًا بالرائحة العطرية للنبيذ الفلسطيني الباهظ الثمن الذي عُرض عليه في الإسكندرية. قادمًا من أرض الكتاب المقدس كان النبيذ الفلسطيني يجذب الكهنة المسيحيين لاستخدامه أثناء القربان المقدس.

### الفترة الإسلامية والصليبية
في أواخر القرن السابع توقفت الكنيسة الغربية عن استخدام النبيذ الفلسطيني ربما لأنه أصبح باهظ الثمن أو غير متوفر بعد الغزو العربي. خلال القرون الإسلامية الأولى استمر إنتاج النبيذ ولم يكن يستهلكه المسيحيون واليهود فحسب بل كان المسلمون يستهلكونه أيضًا حيث قاموا بجمع "قصائد النبيذ" تكريمًا لهم. في الفترات الأخيرة من الهيمنة الإسلامية تراجعت صناعة النبيذ حيث قيد زراعة الكروم أو حظرها بموجب الشريعة الإسلامية. يشير حوض الضغط القديم الذي عثر عليه في رحوفوت (في فلسطين) إلى أنه خرج عن الاستخدام خلال القرنين الثامن والتاسع حيث قاموا باستخدامه بدلاً من ذلك كحفرة للنفايات. عندما استولى الصليبيون على فلسطين في القرن الثاني عشر أدى الطلب على النبيذ من قبل الكنيسة اللاتينية وبين سكان المدن الفرنجة إلى جعل زراعة الكروم تجارة مربحة مرة أخرى. أنشأ الفرنجة مستوطنات لزراعة الكروم وحتى بعد أن هجروا مستعمرتهم في راماتيس (الرام حاليًا) في عام 1187 استمرت في إنتاج النبيذ حتى أواخر القرن الخامس عشر. وجد مشلام من فولتيرا ‏ (1481) أنه في غزة كان اليهود فقط هم المشاركين في إنتاج النبيذ.

### العصر العثماني

#### القرنين السادس عشر والسابع عشر
في القرن السادس عشر ومع أن السلطات العثمانية منعت استهلاك النبيذ من قبل المسلمين إلا أنها تسامحت مع بيعه لغير المسلمين. وفي وقت لاحق في عام 1754 صدر قانون عثماني يهدف إلى منع السُكر والفحش فحظر على اليهود بيع الخمر للمسلمين أو المسيحيين.

### القرنين الثامن عشر والتاسع عشر
شهد منتصف القرن التاسع عشر توسعًا سريعًا في زراعة العنب وخاصة من قبل المزارعين اليهود. أسس الحاخام إسحاق شور مصنع نبيذ حديث في القدس عام 1848. وفي العام نفسه أحضر رسول فلسطيني (أي ممثل الجالية اليهودية) في مهمة لجمع التبرعات إلى جامايكا معه 32 برميلًا من نبيذ الأرض. في عام 1870 أسس الحاخام أبراهام تيبربيرج مصنع نبيذ إفرات في البلدة القديمة في القدس وبدأت المدرسة الزراعية اليهودية في ميكفيه إسرائيل في زراعة أول كروم من الصنف الأوروبي.

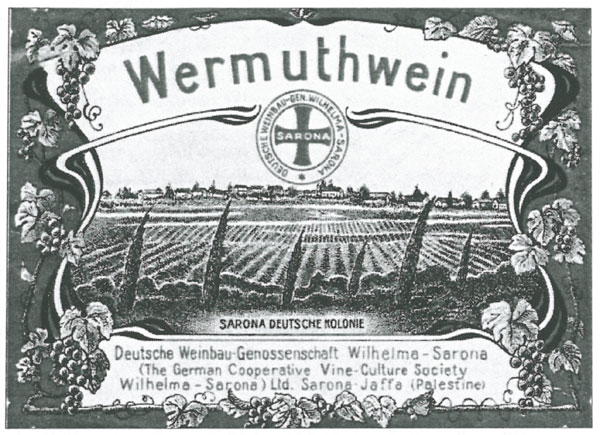
ملصق على النبيذ المنتج في سارونا ق. 1920

اعتمد الفرسان الألمان الذين أسسوا مستعمرة في سارونا عام 1871 زراعة الكروم كواحدة من صناعاتهم. قاموا بإدخال أول مصنع للنبيذ وأول أقبية نبيذ حديثة إلى فلسطين. في عامي 1874/1875 شكل تعاونية لمصانع النبيذ وقاموا ببناء أول مصنع نبيذ وأقبية. قاموا ببناء مصنع نبيذ ثانٍ في عام 1890 وبدأ تصدير النبيذ إلى ألمانيا. في عام 1898 قاموا ببناء مصنع نبيذ جديد أكبر من قبلدويتشه وينبوجينوسنسشافت سارونا-يافا (تعاونية مزارعي النبيذ الألمان في سارونا-يافا). بحلول نهاية تسعينيات القرن التاسع عشر كان هناك 150 هكتارًا من مزارع الكروم تنتج 4000 هكتولتر (106000 جالون أمريكي) سنويًا.
قاموا بإضافة مستوطنة تيمبلر الجديدة في فيلهيلما إلى التعاونية النبيذية في عام 1902. استمر إنتاج النبيذ في سارونا وويلهلما أثناء الانتداب البريطاني مع مبيعات خارجية في الغالب إلى جنوب ألمانيا.
بدأت زراعة الكروم على نطاق تجاري واسع في عام 1882 مع افتتاح مصنع النبيذ كارمل ‏ في ريشون لتسيون. وكانت مبادرة البارون إدموند جيمس دي روتشيلد هي التي استثمرت ملايين الفرنكات لتطوير زراعة الكروم الفلسطينية وزراعة وإنتاج النبيذ والكونياك. قاموا باستيراد جذور الكروم الأمريكية التي قاموا بتطعيم البراعم الفرنسية عليها. وقاموا بجلب خبراء فرنسيين للمساعدة في المشروع. قاموا ببناء قبو نبيذ كبير وقاموا بتركيب الآلات الحديثة. ومع ذلك اضطر روتشيلد إلى شراء النبيذ الفلسطيني بأسعار أعلى من أسعار السوق للحفاظ على استمرارية العملية.

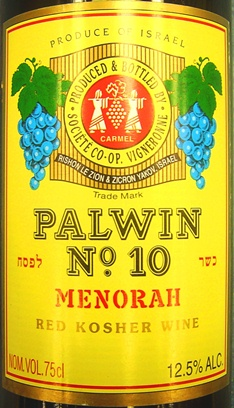
يظل النبيذ الفلسطيني خيارًا بارزًا لليهود البريطانيين اليوم.

كان النبيذ الأحمر الكوشر حلوًا ويفتقر إلى الرقي. صرح رئيس الوزراء البريطاني بنيامين دزرائيلي أن مذاقها "لا يشبه النبيذ كثيراً بل يشبه إلى حد كبير ما أتوقع أن أتلقاه من طبيبي كعلاج لسعال شتوي سيئ".
تشمل مصانع النبيذ الأخرى التي تأسست في هذه الفترة ولا تزال تعمل حتى اليوم دير كريمزان بالقرب من بيت لحم حيث كان الرهبان الساليزيان الإيطاليون يصنعون النبيذ منذ عام 1885 ودير اللطرون حيث بدأ الرهبان الترابيست الفرنسيون صناعة النبيذ في عام 1899. بلغت مساحة مزارع الكروم في القطاع حوالي 11000 دونم في عام 1890 وحوالي 26000 دونم بحلول عام 1900.

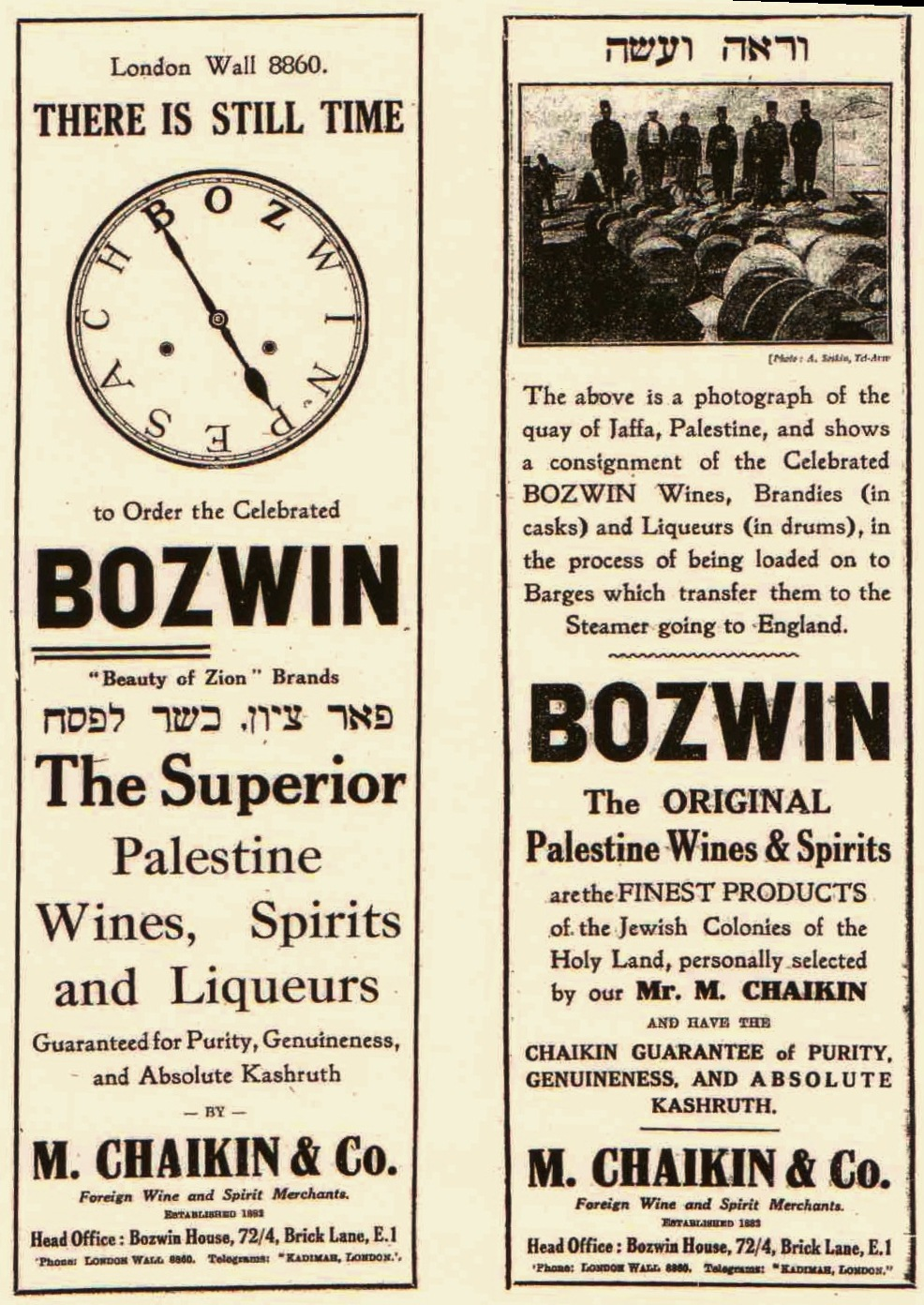
إعلان بوزوين صحيفة كرونيكل اليهودية ثلاثينيات القرن العشرين

في عام 1883 تأسست شركة م. تشايكين وشركاه في المملكة المتحدة. استوردت نبيذًا منتجًا في بتاح تكفا يحمل اسم "بوزوين" (جمال نبيذ صهيون). وفي عام 1898 تأسست شركة أخرى في لندن وهي شركة فلسطين لتجارة النبيذ. اندلعت "حرب النبيذ" بين الشركتين البريطانيتين حيث ادعت كل منهما الاستيراد الحصري للنبيذ الفلسطيني الحلال. اليوم يُعد بالوين وهو اختصار لـ "نبيذ فلسطين" والذي تنتجه شركة كارمل للنبيذ أقدم علامة تجارية في إسرائيل حيث تنتج 100 ألف زجاجة كل عام. حصل النبيذ الفلسطيني على الميدالية الذهبية في معرض باريس عام 1900.
بحلول عام 1903 أصبح النبيذ ثالث أكبر صادرات فلسطين، واستمر في كونه سلعة اقتصادية رئيسية. ذكرت الموسوعة القياسية لمشكلة الكحول (1929) أن النبيذ الفلسطيني مسكر على عكس التصريحات التي أكدت أنه "خفيف ونقي للغاية بحيث يمكن للشخص أن يشرب أي كمية منه تقريبًا دون الشعور بأي آثار غير سارة".
قبل الحرب العالمية الأولى كانت الولايات المتحدة وروسيا أكبر أسواق النبيذ الفلسطيني. وبسبب الحرب ومع ظهور الحظر في الولايات المتحدة في عام 1920، انخفض السوق بشكل كبير. في أوائل عشرينيات القرن العشرين تقدمت الجماعات اليهودية الأرثوذكسية الأمريكية بطلبات غير ناجحة إلى السلطات للسماح باستيراد النبيذ الفلسطيني للاستخدام المقدس خلال عطلة عيد الفصح. قاموا ابستخدام كميات كبيرة من النبيذ غير المباع لصنع المربى وعصير العنب المركز للأسواق الأوروبية. في ديسمبر 1926 سمحت إدارة الحظر الأمريكية باستيراد النبيذ الكوشر الفلسطيني والذي حصل عليه اليهود من خلال حاخامات جماعاتهم. أدى إلغاء الحظر في عام 1933 إلى إبرام عقد أمريكي مع مصنع روتشيلد للنبيذ والذي نص في البداية على استيراد مليون زجاجة من النبيذ والمشروبات الكحولية من فلسطين على مدى ثلاث سنوات وهو ما بلغت قيمته 15 مليون دولار. قاموا بتعديل العقد لاحقًا للسماح باستيراد 3 ملايين زجاجة في عام 1934 وحده. شهد أوائل عام 1934 زيادة بنسبة 30% في صادرات النبيذ الفلسطيني حيث قاموا بشحن معظمها إلى الولايات المتحدة حيث كانت فلسطين تتلقى "طلبات عاجلة لعشرات الآلاف من زجاجات النبيذ". ولتلبية الطلب خطط صانعو النبيذ الفلسطينيون لإنشاء مناطق جديدة في السامرة لزراعة العنب. أدى رفع الحظر في الولايات المتحدة والسماح باستيراد النبيذ الفلسطيني إلى تنشيط صناعة زراعة النبيذ في فلسطين. ومع ذلك في بولندا وصلت مبيعات النبيذ الفلسطيني إلى أدنى مستوى لها على الإطلاق في عام 1936 بسبب الفقر بين المشترين اليهود. في مارس/آذار 1936 أثيرت في مجلس العموم مسألة ما إذا كان تزايد استهلاك الكحول في فلسطين يثير الاستياء بين العرب. رفض وزير المستعمرات طلبًا بوقف إصدار تراخيص بيع الخمور بالتجزئة في فلسطين. عندما تعطل توزيع الغذاء أثناء الحرب العالمية الثانية وافق التجار اليهود في فلسطين على تبادل 500 طن من البطاطس من سوريا مقابل ما يعادلها من النبيذ.

## الصناعة الحديثة
مصنع كريمزان للنبيذ الذي تأسس عام 1885 هو أقدم مصنع للنبيذ في فلسطين وينتج نبيذًا يباع عالميًا. أسس الكرم وهو مملوك للساليزيان الذين أسسوه لخلق فرص عمل محلية وتمويل المساعدات للمحتاجين.
نديم خوري فلسطيني معروف بتأسيسه لمصنع طيبة للجعة افتتح أيضًا مصنعًا للنبيذ في قرية طيبة ذات الأغلبية المسيحية في الضفة الغربية. باستخدام 21 نوعًا محليًا من العنب كانت الخمور المنتجة سريعة في اكتساب ثناء الزوار. يعترف خوري بأن القيود الإسرائيلية جعلت من الصعب عليه ممارسة أعماله التجارية على سبيل المثال تأخرت شحناته بما في ذلك معدات صناعة النبيذ بسبب عمليات التفتيش التي تقوم بها نقاط التفتيش الإسرائيلية. ومن المشاكل الأخرى التي يواجهها أصحاب الأعمال صعوبة الشحن إلى الولايات المتحدة بسبب عدم وجود اتفاقية تجارة حرة بين البلدين. ويقام الآن مهرجان النبيذ سنويًا في المدينة.

## حواشي
1. 1 2  Hezser 2010، صفحة 286
2. 1 2  Cohen 2002، صفحة 38
3. 1 2  Barnay 1992، صفحة 141
4. 1 2  Gilbar 1986، صفحة 197
5. 1 2 3 4  Rogov 2004، صفحة 4
6. ↑  Baron 1943، صفحات 5–6
7. ↑  Baron 1975، صفحة 139
8. ↑  "Palestine's first winery hopes to foster local identity". Osv.com. 28 يناير 2015. مؤرشف من الأصل في 2019-12-22. اطلع عليه بتاريخ 2016-03-02.
9. ↑  Kevin Begos (13 أكتوبر 2015). "How Palestinian Winemakers Are Preserving An Ancient Tradition". Huffingtonpost.com. مؤرشف من الأصل في 2016-01-23. اطلع عليه بتاريخ 2016-03-02.
10. ↑  "West Bank Christian Village Now Making Wine in 'Peaceful Resistance'". Associated Press. Haaretz. 4 نوفمبر 2014. مؤرشف من الأصل في 2017-07-16. اطلع عليه بتاريخ 2016-03-02.
11. ↑  Andrea DiCenzo (3 مارس 2015). "First annual wine festival held in West Bank town of Taybeh". Middle East Eye. مؤرشف من الأصل في 2015-09-15. اطلع عليه بتاريخ 2016-03-02.
12. ↑  Broshi 2001، صفحة 154
13. ↑  Bard 1999، صفحة 919
14. 1 2  Broshi 2001، صفحة 157
15. ↑  Broshi 2001، صفحة 155
16. 1 2 3  Hezser 2010، صفحة 288
17. ↑  Hezser 2010، صفحة 287
18. ↑  Sperber 1978، صفحة 66
19. ↑  Woodman 1964، صفحة 31
20. 1 2 3  Bowden 2003، صفحات 129–131
21. ↑  Ward 2008، صفحة 205
22. ↑  Fouracre 1995، صفحة 618
23. ↑  Opaiț 2004، صفحة 99
24. ↑  Cantor 1969، صفحة 159
25. ↑  Sharon 1999، صفحة 291
26. 1 2  Prawer 1980، صفحة 133
27. ↑  Broshi 2001، صفحة 166
28. ↑  Pringle 1998، صفحة 180
29. ↑  Adler 2004، صفحة 180
30. ↑  Baron & Baron 1943، صفحات 5–6
31. ↑  Baron, Kahan & Gross 1975، صفحة 139
32. ↑  Glenk et al. (2005), passim.
33. ↑  Ruth Kark and Naftali Thalmann (2003). "Technological Innovation in Palestine: The Role of the German Templers". في Haim Goren (المحرر). Germany and the Middle East - Past, Present and Future. Jerusalem: Magnes Press. ص. 201–224.
34. 1 2 3  Glenk et al. (2005), pp. 30–31.
35. ↑  Glenk et al. (2005), p. 38'.
36. ↑  Glenk et al. (2005), p. 49.
37. ↑  Glenk et al. (2005), p. 126.
38. ↑  Robinson 1912، صفحة 9
39. ↑  Hazony 2001، صفحة 118
40. ↑  The first kosher and Israeli wine brand "Palwin is the name of the first kosher and Israeli wine brand. It has now flourished in three separate centuries, the 19th, 20th and 21st, but outside Great Britain, it is scarcely known. However Palwin became part of the history and fabric of Jewish communal life in the United Kingdom and there is no British Jew, who is not familiar with Palwin wines. It became as strong a brand in the UK, as Manischevitz was in the USA. If Manischevitz is the byword for Kiddush wine in America, Palwin is the same in England. Palwin wines were launched in the 19th century and they were prominent in every Jewish home throughout the 20th century. Even at the beginning of the 21st century, Palwin still features prominently, despite all the new quality options the wine lover has to choose from.” نسخة محفوظة 2024-07-12 على موقع واي باك مشين.
41. ↑  A History of Wine, Daniel Rogov. JVL. نسخة محفوظة 2016-04-30 على موقع واي باك مشين.
42. ↑  Tilbury 1992، صفحة 115
43. 1 2  Gilbar 1986، صفحة 198
44. ↑  Rabinowicz 1997، صفحة 34
45. ↑  Cesarani 1994، صفحة 275, note 20.
46. ↑  Wine Talk: History in a bottle نسخة محفوظة 2024-12-13 على موقع واي باك مشين.
47. ↑  (Robyn Rosen) Sorry, Palwin lives to flay your palate another day, Jewish Chronicle, August 27, 2009. نسخة محفوظة 2018-10-21 على موقع واي باك مشين.
48. ↑  Singer & Adler 1925، صفحة 500
49. ↑  Cherrington 1929، صفحة 2094
50. 1 2 3  Jewish Telegraphic Agency (December 5, 1933)
51. ↑  Jewish Telegraphic Agency (March 24, 1926)
52. ↑  Jewish Telegraphic Agency (September 26, 1924)
53. ↑  Jewish Telegraphic Agency (December 23, 1926)
54. ↑  Jewish Telegraphic Agency (January 24, 1934)
55. ↑  Jewish Telegraphic Agency (April 12, 1934)
56. ↑  Jewish Telegraphic Agency (March 15, 1934)
57. ↑  Jewish Telegraphic Agency (April 9, 1936)
58. ↑  Jewish Telegraphic Agency (March 30, 1936)
59. ↑  Jewish Telegraphic Agency (November 29, 1940)
60. ↑  "CREMISAN WINERY". Terra Santca Trading Company. مؤرشف من الأصل في 2022-11-30. اطلع عليه بتاريخ 2021-10-08.
61. ↑  "Wine-Making in Bethlehem". Foreign Policy. مؤرشف من الأصل في 2024-05-16. اطلع عليه بتاريخ 2021-10-08.
62. ↑  Sudilovsky، Judith (28 يناير 2015). "Palestine's first winery hopes to foster local identity". Osv.com. مؤرشف من الأصل في 2019-12-22. اطلع عليه بتاريخ 2016-02-02.
63. ↑  Kevin Begos (13 أكتوبر 2015). "How Palestinian Winemakers Are Preserving An Ancient Tradition". Huffingtonpost.com. مؤرشف من الأصل في 2016-01-23. اطلع عليه بتاريخ 2016-02-02.
64. ↑  "West Bank Christian Village Now Making Wine in 'Peaceful Resistance'". Haaretz. Associated Press. 4 نوفمبر 2014. مؤرشف من الأصل في 2017-07-16. اطلع عليه بتاريخ 2016-01-21.
65. ↑  Tuesday 3 March 2015 12:55 UTC (3 مارس 2015). "First annual wine festival held in West Bank town of Taybeh". Middle East Eye. مؤرشف من الأصل في 2015-09-15. اطلع عليه بتاريخ 2016-02-02.{{استشهاد ويب}}:  صيانة الاستشهاد: أسماء عددية: قائمة المؤلفين (link)